# Воллінгфордська угода
Воллінгфордська угода (англ. Treaty of Wallingford; 25 грудня 1153 року) — угода між англійським королем Стефаном Блуаським і герцогом Нормандії Генріхом II Плантагенетом, укладена у Воллінгфорді, яка завершила громадянську війну в Англії 1135—1154 років. Відповідно до угоди, спадкоємцем Стефана на англійському престолі було визнано Генріха II, який і був 1154 року коронований королем Англії, заснувавши тим самим династію Плантагенетів. У зв'язку з тим, що ратифікація угоди відбулась у Вестмінстері, в англійській історіографії цю угоду іноді називають «Вестмінстерською» (англ. Treaty of Westminster).

## Передісторія

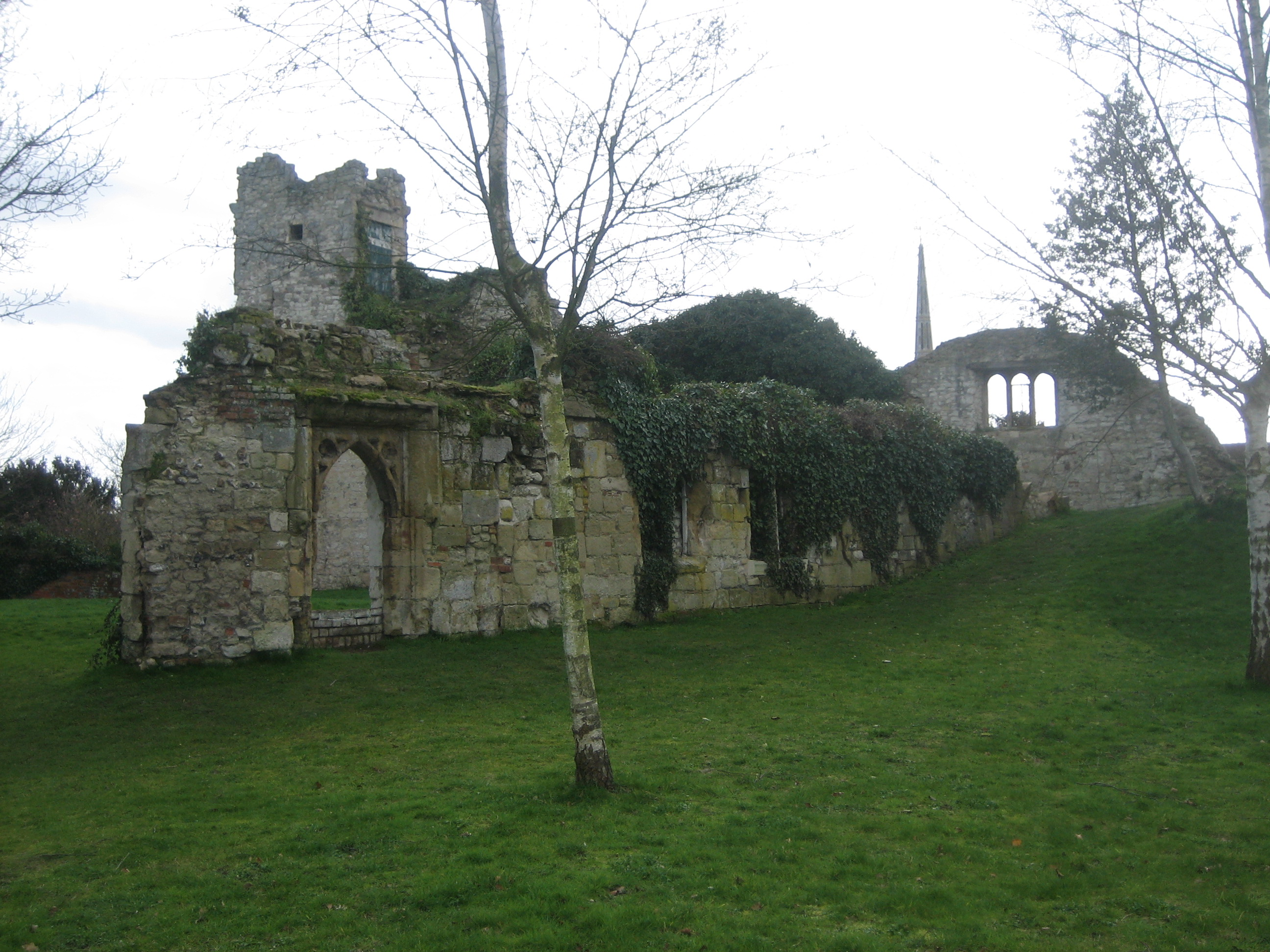
Руїни Воллінгфордського замку

Громадянська війна в Англії між прибічниками короля Стефана та імператриці Матильди тривала зі змінним успіхом майже двадцять років, коли у січні 1153 року на англійському узбережжі висадився Генріх Плантагенет, син Матильди, герцог Нормандії і граф Анжуйський. Йому вдалось заволодіти західною частиною Англії, взяти Ковентрі, Ворік і Лестер. Король Стефан тим часом взяв в облогу Воллінгфорд — головну базу своїх супротивників в долині Темзи. Армія Генріха направилась на допомогу обложеному місто. Підійшовши до Воллінгфорда з іншого берега Темзи, війська анжуйців розташувались навпроти королівської армії. Стефан, ймовірно, планував дати вирішальну битву, однак його барони, які втомились від тривалої громадянської війни й анархії, запевнили короля піти на перемовини. Між Генріхом і Стефаном було укладено перемир'я. Генріх повернувся до Середньої Англії, а 31 серпня його війська взяли Стемфорд, що стало останньою воєнною операцією громадянської війни.
Рішучим противником укладення будь-якої угоди з Генріхом виступив старший син Стефана Євстахій Булонський, який сподівався успадкувати англійський престол по смерті батька. Коли йому не вдалось переконати Стефана відмовитись від перемовин, Євстахій залишив королівський двір й вирушив у Східної Англії, де почав грабувати абатства Бері-Сент-Едмундс. Але несподівано у серпні 1141 року Євстахій помер, можливо від отруєння. Приблизно у той самий час помер і Симон II де Санліс, граф Нортгемптон, такий самий палкий супротивник компромісу з анжуйцями. До кінця літа 1141 року з англійської політичної сцени зійшли практично всі непримиренні лідери обох політичних угрупувань: померли шотландський король Давид I, королева Матильда Булонська, Роберт, граф Глостер, Роджер де Бомон, граф Ворік, Ранульф де Жернон, граф Честер. Сам король Стефан, зламаний смертю сина Євстахія й утомлений від двох десятиліть громадянської війни, в якій йому так і не вдалось взяти гору, почав схилятись до примирення зі своїми супротивниками. Молодший син короля — Вільгельм Блуаський, практично не брав участь у війні й був добре забезпечений завдяки шлюбу зі спадкоємицею володінь графів де Варенн.
Перемовини про припинення війни велись під керівництвом двох провідних церковних діячів Англії — Генріха де Блуа, єпископа Вінчестера, і Теобальда, архієпископа Кентерберійського. Їхні спільні зусилля увінчались успіхом. 6 листопада Генріх Плантагенет прибув у Вінчестер для остаточного узгодження умов угоди. Нарешті 25 грудня 1153 року у Вестмінстерському абатстві угоду було підписано обома сторонами — королем Стефаном і герцогом Генріхом, у присутності чотирнадцяти єпископів, одинадцяти графів та великого скупчення інших англійських, нормандських та анжуйських аристократів.

## Умови угоди
Відповідно до умов Воллінгфордської угоди, король Стефан зберігав англійську корону до своєї смерті, а його спадкоємцем було проголошено Генріха Плантагенета, який після смерті Стефана мав бути коронований королем Англії. За Генріхом також підтверджувалось володіння Нормандією. Англійськкі барони мали скласти оммаж і присягу як Стефану, так і Генріху. Передбачалось також збереження за баронами їхніх земель і титулів, отриманих за роки громадянської війни, однак незаконно захоплені володіння мали бути повернені, а самовільно зведені замки зруйновані (за деякими оцінками, це стосувалось 1115 замків і фортець, зведених баронами у період анархії). Угода гарантувала збереження прав і свобод англійської церкви, відновлення законності та справедливості у судовій системі графств, а також заборонялось карбування баронами власної монети. Солдатам вказувалось «перетворити свої шпаги на плуги, а свої списи на кирки».
Особливі гарантії встановлювались для сина короля Стефана Вільгельма Блуаського. Після смерті Стефана, Генріх мав забезпечити збереження за Вільгельмом колишніх володінь його батька в Англії та Нормандії (Мортенське графство, володіння Ланкастер, Ай і землі Булонського дому), а також земель графів де Варенн в Сассексі та інших графствах Англії, які перейшли у спадок до дружини Вільгельма.

## Значення
На початку 1154 року графи й барони Англії в Оксфорді склали клятву вірності королю Стефану та герцогу Генріху й визнали останнього спадкоємцем англійської корони. Майже двадцятирічний період громадянської війни в Англії був завершений. Почався процес відновлення королівської адміністрації, знесення баронських замків і ліквідації інших наслідків феодальної анархії. 25 жовтня 1154 року в Дуврі помер король Стефан Блуаський. Вже 19 грудня 1154 року без будь-якого значного опору баронів Генріх Плантагенет був коронований королем Англії. Це означало започаткування нової династії на англійському престолі — династії Плантагенетів, й початок нової епохи в історії країни — епохи «Анжуйської імперії».